# Kuno Graf von Moltke
Kuno Augustus Friedrich Karl Detlev Graf von Moltke (ook: Cuno Graf von Moltke) (Neustrelitz, 13 december 1847 – Breslau, nu: Wrocław, 19 maart 1923) was een Duits luitenant-generaal, vleugel-adjudant van keizer Wilhelm II van Duitsland, componist alsook stads-commandant van Berlijn.

## Levensloop

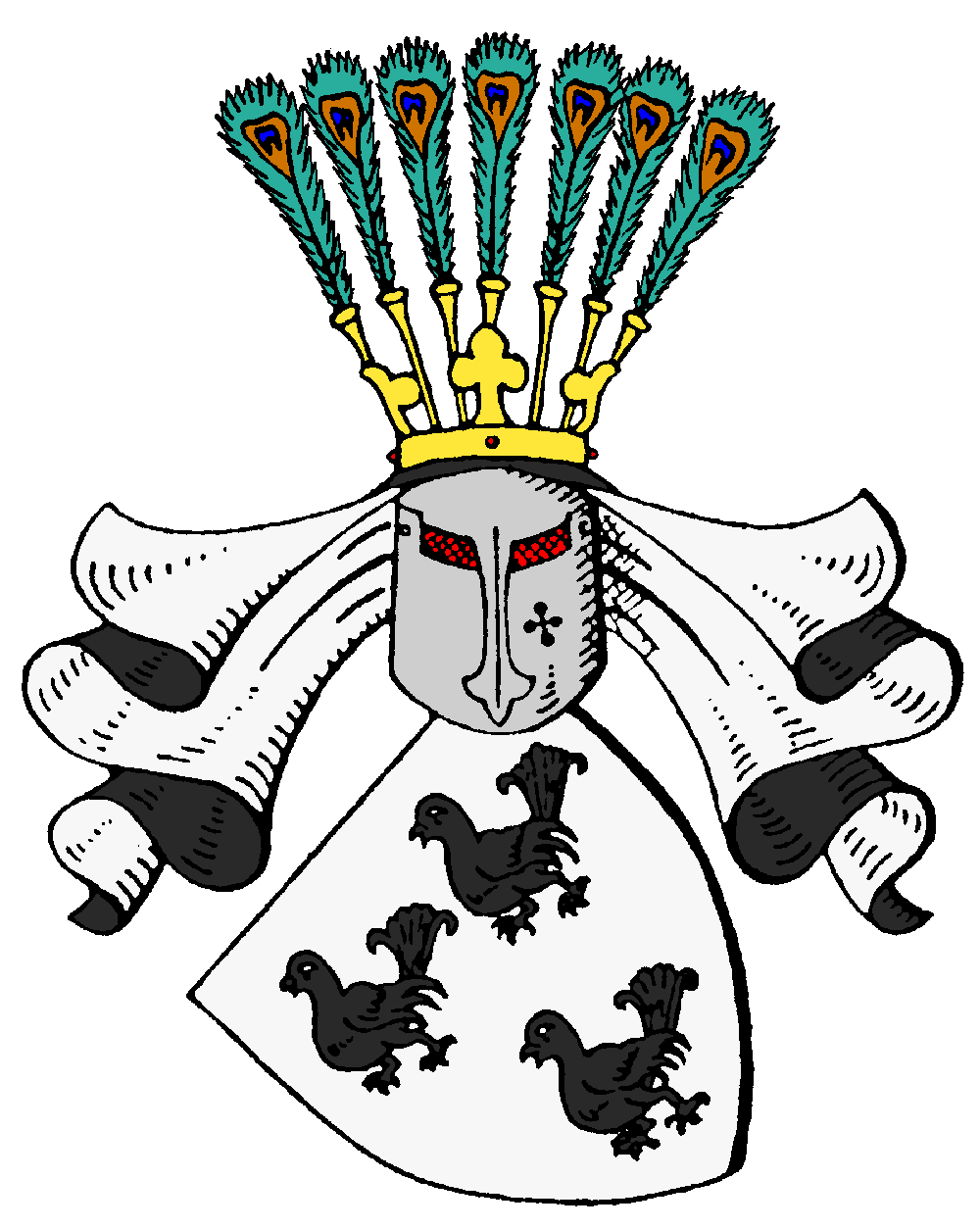
Het wapen van het adelgeslacht Moltke

Kuno von Moltke was afkomstig vanuit de Württembergse lijn van het oude adelgeslacht Moltke uit Mecklenburg. Moltke componeerde in 1892 voor het Trompetterkorps van het keizerlijke lijfgarde-regiment nr. 1 te Breslau een van de mooiste cavalleriemarsen van het Duitse leger Des Großen Kurfürsten Reitermarsch. Op het hof van de kazerne in het zuiden van Breslau was het monumentale standbeeld van de Grote Keurvorst Frederik Willem I van Brandenburg, de militaire aanvoerder van de Pruisische cavalerie in 1675 tegen het Zweedse leger in de slag bij Fehrbellin. Verder schreef von Moltke de Präsentiermarsch des Leib-Kürassier Regiments Grosser Kurfürst (Schles.) Nr 1 in 1896.
Von Moltke was van 1896 tot 1899 commandant van het Leibkürassier Regiment Nr. 1 in Breslau. Later werd hij bevorderd tot luitenant-generaal en werd van 1906 tot 1907 stads-commandant van Berlijn. In 1896 huwde hij de weduwe Athalie von Kruse-Neetzow, geboren von Heyden, genoemd (Lily). Omdat Lily ontdekte dat haar echtgenote tien jaar lang een homoseksuele verhouding met de Weense ambassadeur Philipp zu Eulenburg had, werd het huwelijk op 15 november 1899 ontbonden.
Moltke behoorde tot de Liebenberger Kreis, de kring van de beste en nauwste vrienden rond keizer Wilhelm II van Duitsland, die grote invloed op de Duitse keizer uitoefende. De publicist Maximilian Harden greep in zijn publicaties en artikelen voortdurend deze kring aan. Harden wist door Lily van de homoseksualiteit van verschillende leden van deze kring. Het kwam tot een Harden-Eulenburg-Affaire en in het verloop van deze affaire werd Moltke met een geldstraf belast.